# عزرائیل

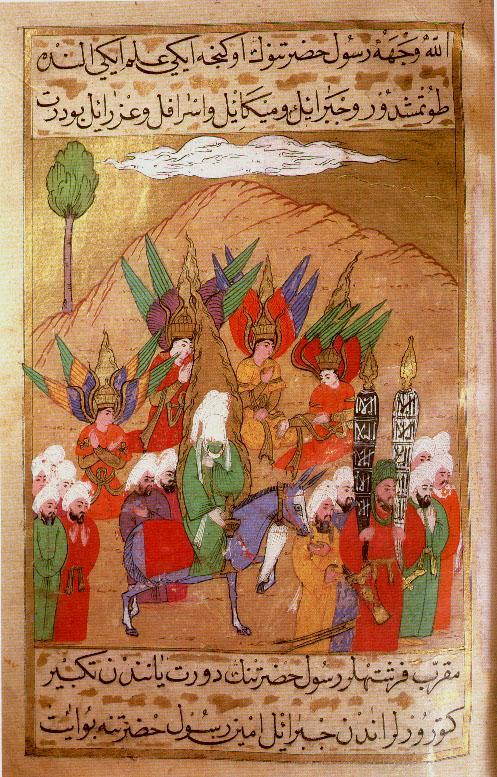
عزرائیل در میان فرشتگان دیگر در رکاب محمد

عِزرائیل؛ که به فرشته مرگ و ملک‌الموت هم معروف است. خود واژه عزرائیل در قرآن نیامده است، ولی در اعتقاد مسلمانان فرشته ای مقرب است که در دین اسلام از او نام و سخن به میان آمده‌است. عزرا در زبان سریانی به معنای بنده است و ئیل در زبان‌های سامی به معنای خداست. در اعتقاد مسلمین، عزرائیل قبض کننده ارواح است.
در ادبیات اسلامی از عزرائیل در کنار میکائیل، اسرافیل و جبرئیل به «رئوس ملائکه» تعبیر می‌شود. همچنین در روایات وارد شده که لوح محفوظ از چهار رکن (علم، حیات، اراده و قدرت) تشکیل شده و عزرائیل مظهر رکن قدرت آن است. در بعضی از روایات آمده او چهار بال دارد به‌گونه‌ای که چهار طرف عالم را فراگرفته‌اند؛ پاهای وی در عالم پایین و سر او در آسمان بالا قرار دارد؛ بر پایه برخی روایات، در آخر عمر محمد، فاطمه با عزرائیل که اجازه ورود به منزل محمد را داشت هم‌سخن شد. او آخرین بنده خداست که قبض روح میشود.

## در قرآن
در آیه ۱۱ ام از سوره سجده از «فرشته مرگ» نام برده شده:
```
قُلْ یَتَوَفَّاکُم مَّلَکُ الْمَوْتِ الَّذِى وُکِّلَ بِکُمْ ثُمَّ إِلَى‏ رَبِّکُمْ تُرْجَعُونَ
```

ترجمه فارسی:
 
"بگو فرشته مرگ که بر شما گماشته شده‌ است، روح شما را می‌گیرد، سپس به سوی پروردگارتان بازگردانده می‌شوید".

## در اعتقادات مسلمانان
در اعتقادات مسلمانان، مهم‌ترین وظیفهٔ عزرائیل قبض روح موجودات است. در منابع روایی آمده‌است زمانی که خدا می‌خواست آدم را خلق کند، به فرشتگان دستور داد بخشی از زمین را در اختیار او بگذارند، اما هیچ‌کدام نتوانستند و تنها عزرائیل که نیروی قهر و غلبه الهی در نهاد او قرار داده شده بود توانست این کار را انجام دهد. 
به همین دلیل خدا او را متولی قبض روح موجودات زنده قرار داد. وی قبض روح انبیاء و اولیاء را به‌صورت مستقیم انجام می‌دهد. 
جان سایر موجودات را نمایندگان او می‌گیرند. در مورد اینکه چگونه ممکن است عزرائیل، در سراسر جهان به‌طور همزمان جان چندین موجود زنده را بگیرد، متکلمان و فیلسوفان مسلمان می‌گویند: عزرائیل از موجودات فرامادی و مجرد است و مکان معینی ندارد که از مکانی به مکان دیگر برود. برای او، تمام عالم مادی یکسان است و می‌تواند همزمان روح چندین موجود زنده را به‌سوی خود فرا خواند و جان آن‌ها را بگیرد.
از آیات قرآنی به دست می‌آید که همه فرشتگان (که عزرائیل یکی از آن‌هاست) در هنگام انجام دادن مأموریت نیز خداوند را عبادت و تسبیح می‌کنند و این‌گونه نیست که در یک زمان خاصی وظیفه و مأموریت قبض روح را انجام داده و در زمان دیگر به تسبیح و عبادت بپردازد، بلکه عبادت او همان انجام دادن وظیفه اوست.
در سوره النازعات قرآن آمده مرگ انسان‌ها بر عهده گروهی از فرشتگان است. بر اساس روایات، «نازعات»، «سابحات»، «ناشطات» و «سابقات» هر کدام وظیفهٔ قبض روح عده خاصی از موجودات را بر عهده دارند؛ مثلاً «نازعات» وظیفه دارد که روح کفار را با شدت و عذاب بگیرد و «ناشطات» مأمورند که روح مؤمنین عادی را با رأفت و مدارا قبض کند.
در آیات قرآن آمده‌ است که جان دادن کفار با سختی و عذاب همراه هست و فرشتگان مرگ، از جلو و پشت سر آنان را احاطه کرده و بر آنان ضربه می‌زنند؛ اما قبض روح مؤمنان، به دست ملائکه رحمت انجام می‌گیرد و هنگامی که جان آنان گرفته می‌شود با مدارا و سهولت با آنان برخورد شده و به آن‌ها مژده و بشارت بهشت داده می‌شود.
مسلمانان معتقدند وقتی در پایان کار جهان، اسرافیل برای نخستین بار در صور می‌دمد، دستور مرگ همه موجودات زنده داده می‌شود و همه موجودات می‌میرند؛ اما عزرائیل و بعضی از ملائکه دیگر، به دستور خدا از این مرگ همگانی استثناء شده و نمی‌میرند. پس از نفخهٔ اول و بعد از اینکه عزرائیل جان سایر استثناءشوندگان را گرفت، به عنوان آخرین خلق خداوند، توسط خداوند متعال قبض روح می‌شود.

## در ادبیات
مولوی:
نیست عزرائیل را دست و رهی بر عاشقان / عاشقان عشق را هم عشق و سودا می‌کُشد
ناصر خسرو :
از تو زایل نگشت علت جهل چون طبیبیت کرد عزرائیل

امثال و حکم دهخدا: 
موی عزرائیل به تنش هست یعنی: مهیب و سهمناک است
سنائی :
زال پنداشت هست عزرائیل بانگ برداشت پیش گاو نبیل

سفایی：
جهان را برد با خود ملاک الموت عزرائیل شد فرشته عزایی آخربیل